# كريستيان بيرغ
كريستيان بيرغ (بالنرويجية البوكمول: Christian Berg)‏ (17 مايو 1978 ببودو في النرويج - ) هو لاعب كرة قدم نرويجي في مركز الوسط. شارك مع Norway national under-15 association football team ‏ ومنتخب النرويج تحت 18 سنة لكرة القدم. أما مع النوادي، فقد لعب مع نادي بودو/غليمت ونادي فريدريكستاد.

## وصلات خارجية
- كريستيان بيرغ على موقع قاعدة بيانات كرة القدم.إي يو (الإنجليزية)